# Lijst van burgemeesters van Herpen
Dit is een lijst van burgemeesters van de voormalige Nederlandse gemeente Herpen.
| Ambtsperiode | Naam burgemeester                                       | Partij of stroming | Bijzonderheden            |
| ------------ | ------------------------------------------------------- | ------------------ | ------------------------- |
| 1810 - 1831  | Theodorus Visschers                                     |                    | maire/schout/burgemeester |
| 1832 - 1843  | Hendrikus Bernardus van der Leest                       |                    |                           |
| 1843 - 1880  | Joannes (Johan) van Zuijlen (1807-1890)                 |                    |                           |
| 1880 - 1889  | Ludovicus Franciscus (Louis) van Zuijlen                |                    |                           |
| 1889 - 1891  | jhr. Alphonse Edouard Marie van Rijckevorsel van Kessel |                    |                           |
| 1891 - 1915  | Petrus Josephus (Piet) van Zuijlen                      |                    |                           |
| 1915 - 1941  | Hendrik Willem Cornelis Victor (Hendrik) van der Sijp   |                    |                           |

Hoewel er al sinds 1941 geen officiële burgemeester van Herpen meer is, wordt ieder jaar met carnaval een carnavalsburgemeester gekozen. Alleen mannen mogen zich hiervoor kandidaat stellen, en alleen vrouwen mogen stemmen. Deze burgemeester heeft uiteraard geen bevoegdheden, maar het is gebruikelijk dat hij tijdens zijn burgemeesterschap enkele activiteiten organiseert. Wel is hij soms een bijzondere gast bij officiële gelegenheden.